# 日本車いすラグビー連盟
一般社団法人日本車いすラグビー連盟（にほんくるまいすラグビーれんめい、Japan Wheelchair Rugby Federation、略称: JWRF）は、日本における車いすラグビーの国内競技連盟である。車いすラグビー日本代表チームと、国内クラブチームを統括する。国際統括組織のワールドウィルチェアーラグビー（World Wheelchair Rugby、略称: WWR）に加盟している。

## 直近の主な大会
2025年3月18日現在。
- 2024年8月29日 - 9月2日：【日本代表】2024年パリパラリンピック[1] - 全戦全勝で、初めて金メダルを獲得[2][3][4]
- 10月5日 - 6日：第4回車いすラグビーローポインターズ大会（会場：新潟県南魚沼市ディスポート南魚沼）※障がい程度の重い選手が出場する大会[5]
- 11月18日 - 20日：【日本代表】SHIBUYA CUP 2024（会場：国立代々木競技場第二体育館）[6][7] - 日本とオーストラリアが対戦し、日本は1勝3敗[8][9]。
- 12月20日 - 22日：第26回車いすラグビー日本選手権大会（会場：横浜武道館）
- 2025年2月6日 - 9日：【日本代表】ジャパンパラ車いすラグビー競技大会 - 日本が優勝[10]。
- 4月18日 - 20日：【日本代表】「三井不動産 車いすラグビー SHIBUYA CUP 2025」（会場：国立代々木競技場第一体育館）- 日本、アメリカ合衆国、オーストラリアが参加[11]。

## 連盟役員
2024年10月1日現在
- 理事長：山野智久
- 副理事長：廣瀬俊朗
- 理事：高島宏平（前 理事長）
- 理事：中竹竜二（前 副理事長）
- 理事：大山加奈
- 理事：田村学
- 理事：原田麻紀子
- 理事：有働由美子
- 監事：町並美保

## 沿革
出典

### 前史（海外）
1977年にカナダで考案され、1982年にカナダとアメリカ合衆国とで国際大会を開催。
1990年に、世界車いす競技大会（カナダで開催）で、車いすラグビーがエキシビション種目として参加。
1993年に、国際統括団体 国際車いすラグビー連盟（International Wheelchair Rugby Federation、略称IWRF）が設立。1994年に国際パラリンピック委員会に、パラリンピック競技として認定される。
1996年8月、アメリカ合衆国のアトランタでパラリンピックが開催され、デモンストレーション競技として車いすラグビーの試合が行われた。出場国はアメリカ、カナダ、イギリス、ニュージーランド、オーストラリア、スウェーデンの6か国。

### 日本連盟が誕生
1996年、アトランタパラリンピックで車いすラグビーが公開競技として行われた後、同年11月に日本国内で正式に車いすラグビーの競技会が開かれる。
1997年4月1日、日本ウィルチェアーラグビー連盟（Japan Wheelchair Rugby Federation）を設立。
1997年5月、全米No.1クラブチーム「シャープ・シャドウ」が来日、横浜市と大阪市で、講習会と日本チームとの交流試合が行われる。
1997年8月、日本代表がオーストラリア選手権へ出場。初の海外遠征となる。
1998年1月、日本代表がインターナショナル・トーナメント出場のため、アメリカ合衆国へ遠征。
1998年2月、第1回ウィルチェアーラグビーフェスティバルを埼玉県所沢市で開催。
1998年6月、IWRFの年次会議に初参加。
1998年8月、日本代表が国際ストーク・マンデビル車いす競技大会出場のため、イギリス遠征。
1998年11月、第2回ウィルチェアーラグビーフェスティバルを東京都国立市で開催。
1999年6月、日本代表が国際車いす競技大会（WWG）出場のため、ニュージーランド遠征。
1999年11月、第1回日本選手権大会を千葉県千葉市で開催。
2000年3月、第1回日本選抜大会（国内クラブチームの全国大会）を福島県双葉郡楢葉町で開催。

### 2004年から毎回パラリンピックに出場
2002年、車いすラグビー世界選手権に日本代表が初出場。
2003年11月、第5回大会となる日本選抜大会を、日本選手権大会（日本選手権）に改称した。
2004年9月、アテネパラリンピックに日本代表が出場。
2008年9月、北京パラリンピックに日本代表が出場。
2010年、車いすラグビー世界選手権で日本代表が3位獲得。
2010年12月、第12回日本選抜大会において、日本ラグビーフットボール協会が後援となり、「第1回国際交流大会」としても開催。国内トップ8チームと韓国チャンピオンチームによるトーナメントを行う。
2012年9月、ロンドンパラリンピックに日本代表が出場。
2015年3月25日、一般社団法人となる。

### パラリンピックで銅メダル
2016年9月、リオデジャネイロパラリンピックに日本代表が出場し、銅メダルを獲得。
2017年、日本代表ヘッドコーチにケビン・オアーが就任。
2018年、車いすラグビー世界選手権で日本代表が優勝。
2018年12月16日、日本選手権第20回記念大会において、2020年東京パラリンピック応援アンバサダーの稲垣吾郎が、決勝戦の会場でルールや戦術などのパフォーマンスに参加した。

### 2019年、日本車いすラグビー連盟に名称変更
2019年4月1日、日本での競技名を「ウィルチェアーラグビー」から「車いすラグビー」へ変更。団体名が「一般社団法人日本車いすラグビー連盟」となる（英語名は変更なし）。
2020年、新型コロナウィルス感染症の世界的流行により、ほぼ活動できず。2020東京パラリンピックも延期される。車いすラグビー日本選手権は、2019年12月の第21回大会を最後に、2020年度開催予定の2大会（第22回、第23回）が中止となる。
2021年、日本車いすラグビー連盟が加盟している国際統括組織「国際車いすラグビー連盟（IWRF; International Wheelchair Rugby Federation）」は、「ワールドウィルチェアーラグビー（WWR; World Wheelchair Rugby）」に名称変更した。
2021年8月、東京2020パラリンピックに日本代表が出場し、銅メダルを獲得。

### 2022年6月、日本代表が世界ランキング1位に
2022年、車いすラグビー世界選手権（デンマーク大会）で、日本代表は3位決定戦で地元デンマーク代表を61－57で破り、銅メダルを獲得した。これにより、日本は2022年6月10日にWWR世界ランキングが初めて1位となった。
2023年1月、車いすラグビー日本選手権大会（第24回）が3年ぶりに再開。
2023年7月2日、「三井不動産 2023 ワールド車いすラグビー アジア・オセアニアチャンピオンシップ」で日本代表が優勝し、2024年パラリンピック（パリ大会）への出場が決まる。この試合で、2017年から日本代表ヘッドコーチを務めてきたケビン・オアーが退任した。
2023年8月1日、2022年度末まで日本代表強化指定選手だった岸光太郎が、日本代表ヘッドコーチに就任。
2023年10月、International Wheelchair Rugby Cup 2023（IWRC2023）がパリで開催、日本代表は3位。
2023年12月14日、「2026年愛知・名古屋アジア・アジアパラ競技大会」において、車いすラグビーの競技採用が決定した。2026年10月18日から10月24日に開催予定。
2024年6月22日、次世代の選手を育成・強化する「第1回車いすラグビー次世代合宿」を開催。

### 2024年 パラリンピックで金メダル
2024年9月2日（日本時間3日）、2024年パリパラリンピックにおいて、予選全勝に続き、決勝トーナメントを勝ち抜け、初めて金メダルを獲得した。これにより、2024年9月2日付けWWR世界ランキングは3位から1位へ復活。9月12日、練習拠点としている東京都渋谷区において、祝賀式典と渋谷センター街でのパレードを行った。
2024年10月1日、これまで理事を務めていた2人 山野智久が理事長に、廣瀬俊朗が副理事長に就任。前理事長の高島宏平と、前副理事長の中竹竜二は、理事を務める。
2025年1月1日から、ワールドウィルチェアーラグビーは改正したルールを1年間試験運用し、各国からのフィードバックなどを経て、2026年から本格運用する。主な改正点は、女性選手への点数加算の拡大や、ペナルティが60秒から30秒へ短縮されるなど。
2025年3月31日に、日本代表ヘッドコーチの岸光太郎が退任。新任は中谷英樹が4月1日から務める。

## 日本代表チーム
詳しくは、「車いすラグビー日本代表」を参照。
日本代表チームは、2004年アテネパラリンピックに初出場し、以降、毎回パラリンピックに出場している。2016年リオでジャネイロパラリンピックと2020年東京パラリンピックでは銅メダルを獲得。2024年パリパラリンピックでは全勝し、金メダルを獲得した。
2024年9月2日付の世界ランキングは1位。

## 車いすラグビー日本選手権大会
詳しくは、「車いすラグビー日本選手権大会」を参照。
1999年（平成11年）11月に第1回大会が開催された。以後、毎年11月から2月までのいずれかの日程で、日本国内クラブチームの頂点を決している。

## ジャパンパラ車いすラグビー競技大会
詳しくは、「車いすラグビー日本代表#ジャパンパラ車いすラグビー競技大会」を参照。
日本パラスポーツ協会が主催、日本車いすラグビー連盟が共催。ジャパンパラ競技大会の車いすラグビー部門。毎年1月下旬、日本代表のほか、海外チームを2～3程度招待して開催している。

## 渋谷区長杯 車いすラグビー大会
「渋谷区長杯」ではあるが、日本全国のチームが参加する。2020年東京パラリンピックで渋谷区（国立代々木競技場第一体育館）が車いすラグビーの競技会場となったことにちなみ、2017年から開催。大会は、渋谷区西原（京王新線の幡ヶ谷駅が最寄り駅）にある渋谷区スポーツセンターで行われる。2023年からゴールデンウィーク初日での開催となった。
- 2017年（平成29年）10月28日 - 渋谷区長杯渋谷区ウィルチェアーラグビー大会の第1回を開催。東京都渋谷区の「オリンピック・パラリンピック競技リアル観戦事業」の一環[41]。
- 2020年（令和2年） - 新型コロナウイルス感染症の流行のため、第3回大会を中止[13]。
- 2021年（令和3年）11月 - 第4回大会を無観客で開催[13]。
- 2023年（令和5年）4月29日 - 第6回大会を開催[42]。春の開催は初めて。
- 2024年（令和6年）4月27日 - 第7回大会を開催[43]。

## 国内クラブチーム
出典：日本車いすラグビー連盟「国内クラブチーム・クラブ紹介」
2024年度。登録チーム数：10チーム。登録選手数：97名（うち、日本代表強化指定選手19名）。登録スタッフ数：87名。
【2024年車いすラグビー日本選手権大会 予選】兵庫大会：7月27日-28日開催。新潟長岡大会：9月21日-22日開催。
| 都道府県       | チーム名                                 | 前年度末 時点の 順位 | 2024年度の主な活動場所 | 2024年日本選手権 予選大会      |
| -------------- | ---------------------------------------- | -------------------- | --- | ------------------------------ |
| 北海道         | SILVERBACKS （シルバーバックス）         | 8位                  | 市立札幌みなみの杜高等支援学校体育館（札幌市） 北村トレーニングセンター（岩見沢市） 旭川市障害者福祉センターおぴった（旭川市） 士幌町総合研修センター（河東郡士幌町）                                    | 日本選手権予選兵庫大会出場     |
| 福島県         | TOHOKU STORMERS （東北ストーマーズ）     | 2位                  | 福島県勤労身体障がい者体育館（福島県西白河郡西郷村） | 日本選手権予選新潟長岡大会出場 |
| 埼玉県         | AXE （アックス）                         | 5位                  | 日本財団パラアリーナ（東京都品川区） | 日本選手権予選兵庫大会出場     |
| 東京都         | BLITZ （ブリッツ）                       | 1位                  | 日本財団パラアリーナ（東京都品川区） 東京都パラスポーツトレーニングセンター（東京都調布市） | 日本選手権予選兵庫大会出場     |
| 千葉県         | RIZE CHIBA （ライズ千葉）                | 6位                  | 千葉県障害者スポーツレクリエーションセンター（千葉市稲毛区） 千葉市ハーモニープラザ（千葉市中央区） 淑徳大学（千葉市中央区） 畑コミニティセンター（千葉市花見川区） 日本財団パラアリーナ（東京都品川区） | 日本選手権予選新潟長岡大会出場 |
| 東京都・埼玉県 | GLANZ （グランツ）                       | 2024年度 から参加    | 日本財団パラアリーナ（東京都品川区） 国立障害者リハビリテーションセンター（埼玉県所沢市） | 日本選手権予選新潟長岡大会出場 |
| 大阪府         | WAVES （ウェーブズ）                     | 9位                  | 兵庫県立スポーツ交流館（兵庫県神戸市西区） アクティブスクエア大東（大阪府大東市） 長居障がい者スポーツセンター（大阪府大阪市東住吉区） サンアビリティーズ城陽（京都府城陽市）                            | 日本選手権予選兵庫大会出場     |
| 高知県         | Freedom （フリーダム）                   | 3位                  | 高知県障害者スポーツセンター（高知県高知市） 高知市立高知特別支援学校（高知県高知市） | 日本選手権予選新潟長岡大会出場 |
| 福岡県         | Fukuoka DANDELION （福岡ダンデライオン） | 4位                  | 福岡市立障がい者スポーツセンター（福岡県福岡市南区） 福岡みらい病院（福岡県福岡市東区） | 日本選手権予選兵庫大会出場     |
| 沖縄県         | Okinawa Hurricanes （沖縄ハリケーンズ）  | 7位                  | サン・アビリティーズうらそえ（沖縄県浦添市） | 日本選手権予選新潟長岡大会出場 |

そのほか、2023年10月時点で 過去の活動記録がWEB上に残るチームは以下の通り。
神威（北海道）、北海道Big Dippers（北海道）、北海道T×T Big Dippers（北海道）、SUPER SONIC（宮城県）、Genesis（埼玉県）、横濱義塾（旧名: 横浜ホワイトハーツ、神奈川県）、BULLDOGS（新潟県）、HEAT（大阪府）、ブレイザーズWRT（大阪府）、ドリカム、TEAM KAMIKAZE

## オフィシャルパートナー・サプライヤー・サポーター
2024年8月現在。

### トップパートナー
- 三井不動産
- 三菱商事

### オフィシャルパートナー
- 商船三井
- 日興アセットマネジメント
- ショーワグローブ
- 日本軽金属グループ
- カンタベリー・オブ・ニュージーランド
- 日本航空
- アソビュー

### オフィシャルサポーター
- ヤマト運輸
- 内田洋行
- Oisix ra daichi
- フロンティア
- リオ・ティント
- JINS

### オフィシャルサプライヤー
- スポーツコート
- KTC

### 日本選手権大会サプライヤー
- Melrose
- モルテン

### 助成団体
- 日本財団パラサポ
- スポーツ振興基金
- 日本スポーツ振興センター

### 参照
1. ↑  “2024年度の車いすラグビースケジュールのお知らせ - JWRF 一般社団法人 日本車いすラグビー連盟”. JWRF 一般社団法人 日本車いすラグビー連盟 - 一般社団法人 日本車いすラグビー連盟の公式サイトです。国内大会や国際大会の試合結果や最新情報などをご紹介します。 (2024年2月29日). 2024年3月1日閲覧。
2. 1 2 3  “【パリパラリンピック】車いすラグビー日本代表が悲願の金メダル！ - ラグビーリパブリック” (2024年9月2日). 2024年9月3日閲覧。
3. 1 2 3  日本放送協会 (2024年9月3日). “パラリンピック 車いすラグビー 日本が初の金メダル【詳しく】 | NHK”. NHKニュース. 2024年9月2日閲覧。
4. 1 2 3  “車いすラグビー、日本が悲願の金メダル…池透暢主将「最高の喜びがここにありました」”. 読売新聞オンライン (2024年9月3日). 2024年9月2日閲覧。
5. ↑  A, TEAM. “【車いすラグビー】三井不動産 第３回 車いすラグビーローポインターズ大会”. パラサポWEB. 2024年3月1日閲覧。
6. ↑  “「三井不動産 車いすラグビー SHIBUYA CUP 2024」開催のお知らせ - JWRF 一般社団法人 日本車いすラグビー連盟”. JWRF 一般社団法人 日本車いすラグビー連盟 - 一般社団法人 日本車いすラグビー連盟の公式サイトです。国内大会や国際大会の試合結果や最新情報などをご紹介します。 (2024年10月25日). 2024年10月25日閲覧。
7. ↑  “SHIBUYA CUP 2024 - JWRF 一般社団法人 日本車いすラグビー連盟”. JWRF 一般社団法人 日本車いすラグビー連盟 - 一般社団法人 日本車いすラグビー連盟の公式サイトです。国内大会や国際大会の試合結果や最新情報などをご紹介します。 (2024年2月29日). 2024年3月1日閲覧。
8. ↑  “「三井不動産 車いすラグビー SHIBUYA CUP 2024」開催のお知らせ - JWRF 一般社団法人 日本車いすラグビー連盟”. JWRF 一般社団法人 日本車いすラグビー連盟 - 一般社団法人 日本車いすラグビー連盟の公式サイトです。国内大会や国際大会の試合結果や最新情報などをご紹介します。 (2024年10月25日). 2024年10月25日閲覧。
9. ↑  “渋谷からロスへ、次世代選手たちの熱い戦い – 障害者スポーツ専門サイト – MA SPORTS”. 2024年12月2日閲覧。
10. ↑  “2025ジャパンパラ車いすラグビー競技大会 ゲームスケジュール”.   Japan Para Championship. 2025年3月18日閲覧。
11. ↑  “「三井不動産 車いすラグビー SHIBUYA CUP 2025」開催のお知らせ - JWRF 一般社団法人 日本車いすラグビー連盟”. JWRF 一般社団法人 日本車いすラグビー連盟 - 一般社団法人 日本車いすラグビー連盟の公式サイトです。国内大会や国際大会の試合結果や最新情報などをご紹介します。 (2025年3月5日). 2025年3月18日閲覧。
12. ↑  “理事長および副理事長の変更について - JWRF 一般社団法人 日本車いすラグビー連盟”. JWRF 一般社団法人 日本車いすラグビー連盟 - 一般社団法人 日本車いすラグビー連盟の公式サイトです。国内大会や国際大会の試合結果や最新情報などをご紹介します。 (2024年10月1日). 2024年10月6日閲覧。
13. 1 2 3 4  “車いすラグビーの歴史 - JWRF 一般社団法人 日本車いすラグビー連盟”. JWRF 一般社団法人 日本車いすラグビー連盟 - 一般社団法人 日本車いすラグビー連盟の公式サイトです。国内大会や国際大会の試合結果や最新情報などをご紹介します。 (2022年2月1日). 2023年10月24日閲覧。
14. 1 2  “連盟について - JWRF 一般社団法人 日本車いすラグビー連盟”. JWRF 一般社団法人 日本車いすラグビー連盟 - 一般社団法人 日本車いすラグビー連盟の公式サイトです。国内大会や国際大会の試合結果や最新情報などをご紹介します。 (2022年2月7日). 2023年10月24日閲覧。
15. ↑  “日本パラリンピック委員会｜パラリンピックとは｜過去の大会”. www.parasports.or.jp. 2023年10月24日閲覧。
16. ↑  “日本パラリンピック委員会｜パラリンピックとは｜過去の大会”. www.parasports.or.jp. 2023年10月24日閲覧。
17. ↑  “「第12回ウィルチェアーラグビー日本選手権大会　第1回国際交流大会」大会概要”.   日本ラグビーフットボール協会. 2023年10月25日閲覧。
18. ↑  “日本パラリンピック委員会｜パラリンピックとは｜過去の大会”. www.parasports.or.jp. 2023年10月24日閲覧。
19. ↑  A, TEAM. “パラリンピック２大会連続銅メダルの車いすラグビー。強いJAPANであり続けるために。”. パラサポWEB. 2023年10月24日閲覧。
20. 1 2  A, TEAM. “気持ちを奮い立たせる！ 車いすラグビー・ケビン・オアー日本代表ヘッドコーチが残した言葉”. パラサポWEB. 2024年1月12日閲覧。
21. ↑  “稲垣吾郎、草彅剛、香取慎吾 東京2020パラリンピック競技大会 記者会見に出席 大会、選手への思いを語る！”. 2024年1月15日閲覧。
22. ↑  Parasapo. “ウィルチェアーラグビー観戦がもっと面白くなる5つのルール｜パラサポWEB”. パラサポWEB. 2024年1月15日閲覧。
23. ↑  worldrugby.org. “車いすラグビー日本代表、東京パラリンピック銅メダルに「金より輝ける」 | ワールドラグビー”. www.world.rugby. 2023年10月24日閲覧。
24. ↑  “車いすラグビー世界選手権 日本は「自分たちのラグビー」で銅メダル獲得 - ラグビーリパブリック” (2022年10月18日). 2024年1月12日閲覧。
25. ↑  “世界ランキング1位獲得と最新のランキングについて - JWRF 一般社団法人 日本車いすラグビー連盟”. JWRF 一般社団法人 日本車いすラグビー連盟 - 一般社団法人 日本車いすラグビー連盟の公式サイトです。国内大会や国際大会の試合結果や最新情報などをご紹介します。 (2022年6月11日). 2024年1月13日閲覧。
26. ↑  “【車いすラグビー日本選手権】高知のFreedomが初優勝！ - ラグビーリパブリック” (2023年1月25日). 2023年10月24日閲覧。
27. ↑  A, TEAM. “世界王者を下してパリ2024パラリンピック切符獲得！ 車いすラグビー日本代表12人コメント”. パラサポWEB. 2023年10月24日閲覧。
28. 1 2  “ケビン・オアー 日本代表ヘッドコーチの退任 及び 新ヘッドコーチ就任についてのお知らせ - JWRF 一般社団法人 日本車いすラグビー連盟”. JWRF 一般社団法人 日本車いすラグビー連盟 - 一般社団法人 日本車いすラグビー連盟の公式サイトです。国内大会や国際大会の試合結果や最新情報などをご紹介します。 (2023年6月22日). 2024年1月12日閲覧。
29. ↑  “IWRC2023 - JWRF 一般社団法人 日本車いすラグビー連盟”. JWRF 一般社団法人 日本車いすラグビー連盟 - 一般社団法人 日本車いすラグビー連盟の公式サイトです。国内大会や国際大会の試合結果や最新情報などをご紹介します。 (2023年9月14日). 2024年1月12日閲覧。
30. ↑  rugbybworldcup.com. “開催国のフランスに反撃し、日本が銅メダルを獲得 ｜ ラグビーワールドカップ2023” (英語). www.rugbyworldcup.com. 2023年10月24日閲覧。
31. ↑  “Wheelchair Rugby Announced for Aichi-Nagoya 2026 Asian Para Games – WWR” (英語) (2023年12月14日). 2024年1月16日閲覧。
32. ↑  “三井不動産Presents 2024年度 車いすラグビー次世代合宿 第１回開催のお知らせ - JWRF 一般社団法人 日本車いすラグビー連盟”. JWRF 一般社団法人 日本車いすラグビー連盟 - 一般社団法人 日本車いすラグビー連盟の公式サイトです。国内大会や国際大会の試合結果や最新情報などをご紹介します。 (2024年6月5日). 2024年6月7日閲覧。
33. 1 2  A, TEAM. “新たな歴史を刻んだ車いすラグビー日本代表、“三度目の正直”の金メダルは地力で掴んだ”. パラサポWEB. 2024年9月12日閲覧。
34. ↑  “World Rankings – WWR” (英語). 2024年9月13日閲覧。
35. ↑  “パリパラ金メダルの車いすラグビー日本代表、渋谷センター街で祝賀パレード ！ 主将・池透暢「みんなで取った金メダル」”. TBS NEWS DIG (2024年9月12日). 2024年9月12日閲覧。
36. ↑  日本放送協会. “高知出身 池選手など車いすラグビー日本代表が東京でパレード｜NHK 高知県のニュース”. NHK NEWS WEB. 2024年9月12日閲覧。
37. ↑  日本テレビ. “高知出身・池透暢選手『素晴らしい応援ありがとうございました』車いすラグビー日本代表が渋谷でパレード【高知】｜日テレNEWS NNN”. 日テレNEWS NNN. 2024年9月12日閲覧。
38. 1 2  “車いすラグビールール改正について - JWRF 一般社団法人 日本車いすラグビー連盟”. JWRF 一般社団法人 日本車いすラグビー連盟 - 一般社団法人 日本車いすラグビー連盟の公式サイトです。国内大会や国際大会の試合結果や最新情報などをご紹介します。 (2025年2月4日). 2025年3月18日閲覧。
39. ↑  “岸 光太郎 日本代表ヘッドコーチの退任 及び 新ヘッドコーチ就任についてのお知らせ - JWRF 一般社団法人 日本車いすラグビー連盟”. JWRF 一般社団法人 日本車いすラグビー連盟 - 一般社団法人 日本車いすラグビー連盟の公式サイトです。国内大会や国際大会の試合結果や最新情報などをご紹介します。 (2025年3月31日). 2025年5月1日閲覧。
40. ↑  “World Rankings – WWR” (英語). 2024年9月13日閲覧。
41. ↑  “渋谷区長杯第1回渋谷区ウィルチェアラグビー大会～「知る」「観る」「する」「支える」4アクションで楽しむウィルチェアーラグビー～”.   CHALLENGED ATHLETE PROJECT. 2024年1月12日閲覧。
42. ↑  “渋谷区長杯第6回車いすラグビー大会 - JWRF 一般社団法人 日本車いすラグビー連盟”. JWRF 一般社団法人 日本車いすラグビー連盟 - 一般社団法人 日本車いすラグビー連盟の公式サイトです。国内大会や国際大会の試合結果や最新情報などをご紹介します。 (2023年3月6日). 2024年3月1日閲覧。
43. ↑  “2024年度の車いすラグビースケジュールのお知らせ - JWRF 一般社団法人 日本車いすラグビー連盟”. JWRF 一般社団法人 日本車いすラグビー連盟 - 一般社団法人 日本車いすラグビー連盟の公式サイトです。国内大会や国際大会の試合結果や最新情報などをご紹介します。 (2024年2月29日). 2024年3月1日閲覧。
44. ↑  “クラブ紹介 - JWRF 一般社団法人 日本車いすラグビー連盟”. JWRF 一般社団法人 日本車いすラグビー連盟 - 一般社団法人 日本車いすラグビー連盟の公式サイトです。国内大会や国際大会の試合結果や最新情報などをご紹介します。 (2022年3月1日). 2023年10月24日閲覧。
45. 1 2 3 4 5 6 7  “日本選手権でBLITZが優勝、大会4連覇を達成 – 障害者スポーツ専門サイト – MA SPORTS”. 2023年10月25日閲覧。
46. 1 2 3 4 5 6  “ウィルチェアーラグビーチーム　「AXE」　右から来た衝撃を左へ受け流すのラグビー　2008.05.10”. wakuwaku-works.com. 2023年10月25日閲覧。
47. ↑  sapporo-challenged (2019年8月16日). “神威（車いすラグビー）北海道 旭川市”. パラスポーツ情報シェア. 2023年10月25日閲覧。
48. ↑  sapporo-challenged (2019年8月16日). “北海道 T×T Big Dippers（車いすラグビー）北海道岩見沢市”. パラスポーツ情報シェア. 2023年10月25日閲覧。
49. ↑  “ウィルチェアラグビーチーム「横濱義塾」の練習会を見学してきました！”.   横浜市. 2023年10月25日閲覧。
50. ↑  “関西のウィルチェア—ラグビーチーム「HEAT」の広報支援活動”. ツナガル株式会社 (2018年3月20日). 2023年10月25日閲覧。
51. 1 2 3  “ウィルチェアーラグビー西日本大会 2003年6月”.   ブレイザーズ. 2023年10月25日閲覧。
52. ↑  “ウィルチェアーラグビーの楽しさ”. www.dinf.ne.jp. 2024年5月21日閲覧。
53. ↑  “協賛（法人）について - JWRF 一般社団法人 日本車いすラグビー連盟”. JWRF 一般社団法人 日本車いすラグビー連盟 - 一般社団法人 日本車いすラグビー連盟の公式サイトです。国内大会や国際大会の試合結果や最新情報などをご紹介します。 (2022年2月14日). 2024年9月13日閲覧。